# 구스타브 4세 아돌프
구스타브 4세 아돌프(Gustav IV Adolf, 1778년 11월 1일 ~ 1837년 2월 7일)는 스웨덴의 국왕(재위: 1792년 3월 29일 ~ 1809년 3월 29일)이다.

## 생애
스웨덴 스톡홀름에서 구스타브 3세 국왕과 그의 아내인 소피아 마그달레나(Sophia Magdalena)의 아들로 태어났다. 구스타브 4세 아돌프의 어머니인 소피아 마그달레나는 덴마크의 프레데리크 5세 국왕과 그의 첫 번째 아내인 영국의 루이세의 딸이기도 하다.
1792년 3월에 암살당한 구스타브 3세의 뒤를 이어 스웨덴의 국왕으로 즉위했다. 즉위 당시에는 나이가 14세였기 때문에 쇠데르만란드 공작을 역임하고 있던 구스타브 4세 아돌프의 삼촌인 칼(Karl, 칼 13세)이 섭정 역할을 수행했다.
1797년 바덴 후작을 역임한 카를 프리드리히(Karl Friedrich)의 손녀인 프레데리카(Frederica)와 결혼했는데 이는 구스타브 4세 아돌프가 러시아 제국의 파벨 1세 황제, 프랑스에 대한 반감을 갖고 있었기 때문에 성사되었다. 구스타브 4세 아돌프는 자코뱅에 대한 극심한 반감으로 인해 의회 소집을 거부했다.
1798년과 1799년에 일어난 쿠데타 미수로 인해 스웨덴은 혼란에 빠지게 된다. 구스타브 4세 아돌프는 1800년 3월부터 4월까지 노르셰핑에서 스웨덴 의회를 소집했고 1800년 4월 3일에 대관식을 치르게 된다.
1805년에는 유럽에서 패권을 장악하고 있던 프랑스의 나폴레옹 보나파르트를 견제하기 위한 차원에서 제3차 대프랑스 동맹에 가담했다. 그렇지만 프랑스 군대가 스웨덴령 포메라니아(Pomerania)를 점령하면서 스웨덴은 불리한 상황에 놓이게 된다. 러시아 제국은 원래 스웨덴과 우호 관계에 있었지만 1807년에 체결된 틸지트 조약에 따라 프랑스와의 평화 관계를 수립했고 스웨덴, 포르투갈과 함께 영국과의 무역 봉쇄 정책에 참여하게 된다.
1808년 2월 21일에는 러시아 제국이 스웨덴에게 대륙봉쇄령에 참여할 것을 요구하면서 핀란드를 침공했다. 수개월 간에 걸쳐 일어난 핀란드 전쟁에서 러시아 제국은 핀란드의 대부분 지역을 점령하게 된다. 1809년 9월 17일에 체결된 프레드릭스함 조약에 따라 스웨덴은 동부 영토의 1/3을 러시아 제국에 할양했고 핀란드에는 러시아 제국의 지배를 받은 핀란드 대공국이 수립되었다.
1809년 3월에는 스웨덴 왕실의 귀족들이 스웨덴 군대와 함께 쿠데타를 일으켰고 1809년 3월 29일에 자발적으로 퇴위하게 된다. 임시 정부를 수립한 귀족들은 구스타브 4세 아돌프의 삼촌인 칼(Karl)을 스웨덴의 섭정으로 임명했는데 칼은 1809년 6월 6일에 스웨덴의 새 국왕으로 즉위하게 된다.
1809년 12월 구스타브 4세 아돌프는 가족과 함께 독일로 이주했고 1812년에는 아내가 이혼하고 만다. 구스타브 4세 아돌프는 독일에서 고토르프(Gottorp) 백작, 홀슈타인오이틴 공작(Holstein-Eutin)을 역임했으며 스위스 장크트갈렌에서 만년을 보냈다. 구스타브 4세 아돌프의 시신은 오스카르 2세 시대에 스웨덴으로 이장되었다.